# Serreta
Serreta é uma freguesia portuguesa do município de Angra do Heroísmo, na ilha Terceira, Região Autónoma dos Açores, com 14,37 km² de área e 316 habitantes (censo de 2021). A sua densidade populacional é 22 hab./km².
Situa-se no extremo ocidental da ilha Terceira, a cerca de 22 km da cidade de Angra do Heroísmo, a sede do concelho. A localidade é uma das mais conhecidas do arquipélago dos Açores por ser palco da peregrinação da Senhora dos Milagres, realizada anualmente no segundo domingo de Setembro. O topónimo Serreta, comum na toponímia açoriana sob a forma de serreta ou de serretinha, como diminutivo de serra, tem a sua origem na abundância de colinas naquela região da ilha Terceira, formando um prolongamento até ao mar da Serra de Santa Bárbara.

## Geografia

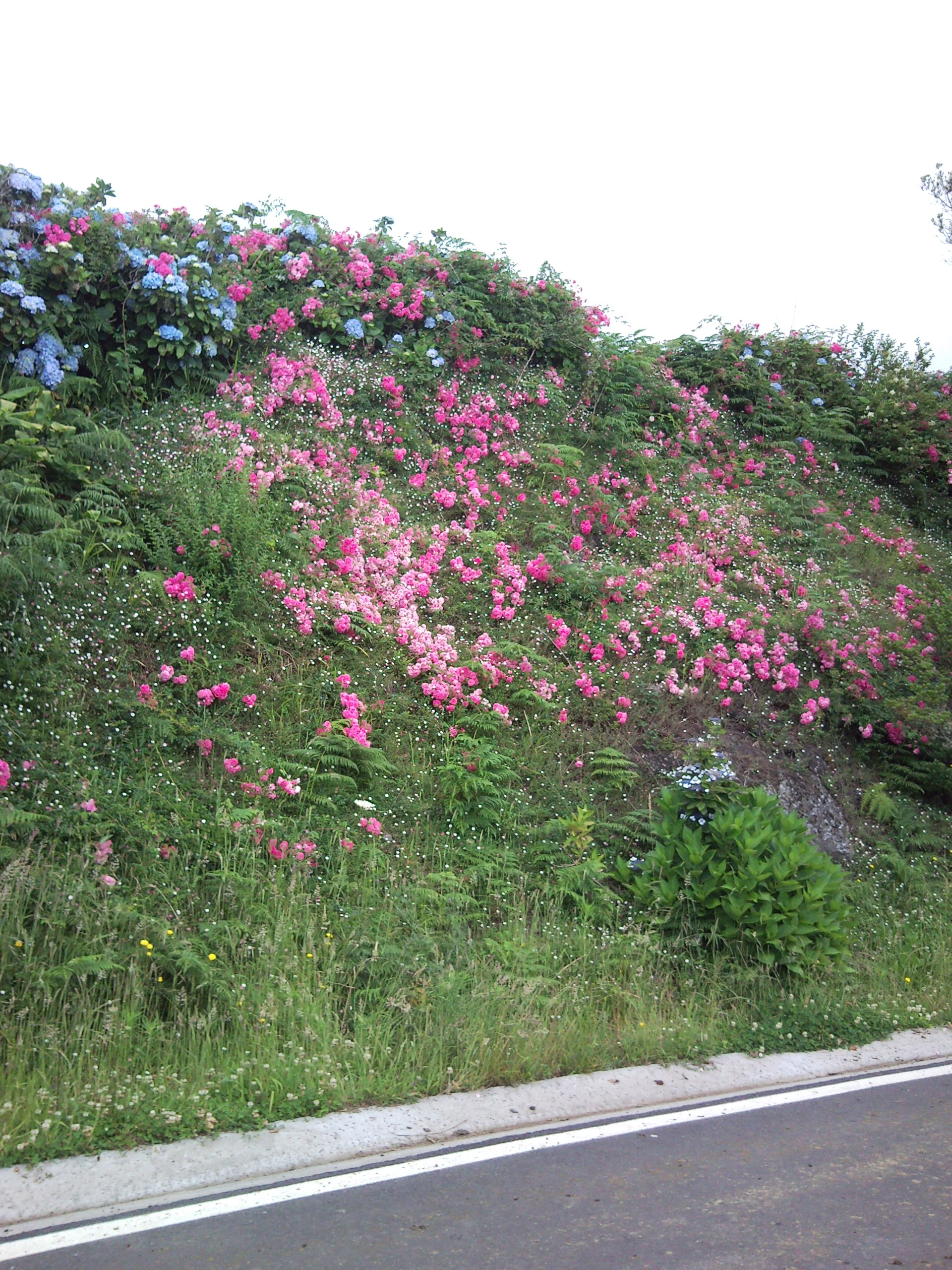
Pelos caminhos floridos da ilha Terceira, freguesia da Serreta.

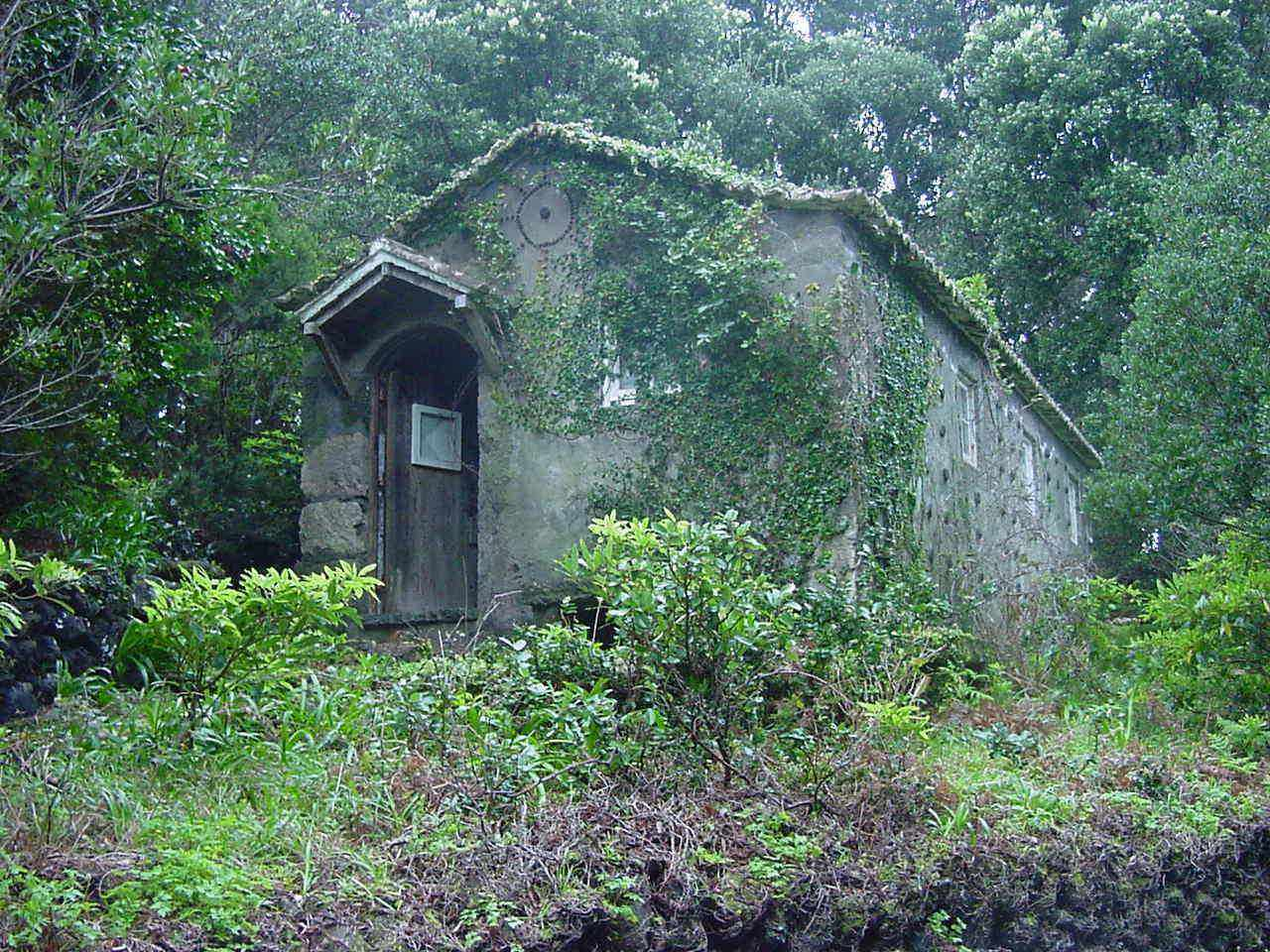
Adega tradicional, antigas vinhas junto ao Farol da Serreta.

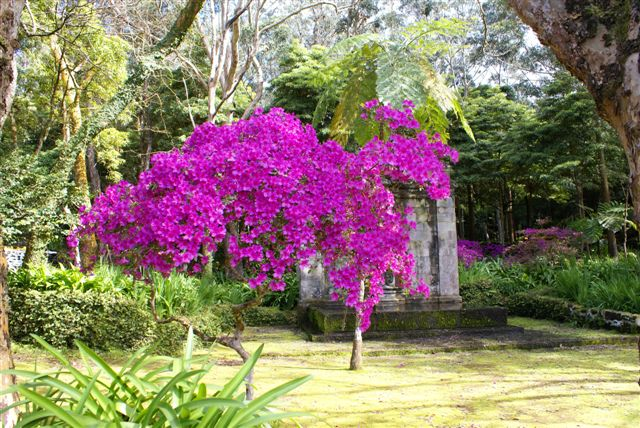
Azálea em flor, Mata da Serreta.

A freguesia da Serreta localiza-se no extremo ocidental da ilha Terceira, ocupando um território grosseiramente triangular que se estende desde as arribas da costa oeste da ilha até às cumeeiras da Serra de Santa Bárbara, a mais de 900 m de altitude acima do nível médio do mar. O território da freguesia confina a nordeste com a freguesia do Raminho, da qual é separada pelo alinhamento de domas e gigantescas escoadas de lavas traquíticas que forma o bordo leste do Biscoito da Fajã. A leste, ao longo do bordo da Caldeira de Santa Bárbara, nas cumeeiras da Serra, confina com a freguesia dos Altares. A sul é separado da freguesia das Doze Ribeiras pelo curso da Ribeira das Catorze.
A costa da Terceira na zona da Serreta é constituída por uma falésia com mais de 150 m de altura, que se vai curvando para nordeste até atingir a zona da Ponta da Serreta, onde uma gigantesca escoada de lava traquítica, com muitas dezenas de metros de espessura, desceu a falésia e formou uma plataforma que entre cerca de 750 m pelo mar adentro.
O território da freguesia constitui a encosta oés-sudoeste da Serra de Santa Bárbara, que sendo um estrato-vulcão é essencialmente uma estrutura tronco-cónica, imprime elevado declive àquela zona da ilha (cerca de 15% na zona costeira; > 25% nas encostas superiores da montanha, acima dos 700 m de altitude). As principais elevações são o Pico da Serreta, uma enorme doma traquítica cuja escoada lávica atinge a costa da ilha, e o Biscoito da Fajã, uma região de escoadas traquíticas e grandes domas, hoje cobertas por densa floresta, que delimita a freguesia a nordeste. Em consequência desta geomorfologia, o substrato basáltico encontra-se recoberto por uma espessa camada de pedra-pomes esbranquiçada, localmente com densidade inferior à da água, que atinge cerca de uma centena de metros de espessura na zona mais alta. Esta camada de pedra-pomes resultou da deposição piroclástica durante a efusão das massas traquíticas que rodeiam a freguesia, num dos últimos episódios eruptivos da fase de vulcanismo secundário do Maciço de Santa Bárbara.
Os solos da freguesia são derivados na sua quase totalidade da meteorização, ainda relativamente incipiente, da pedra-pomes, sendo em geral descritos como solos de bagacina. Caracterizam-se pela sua baixa massa volúmica, elevada erodibilidade e fertilidade moderada, particularmente por não reterem facilmente o azoto, perdendo-o por lixiviamento, e tenderem a sequestrar o fósforo em formas dificilmente acessíveis pelas plantas. Em algumas zonas encharcadas surgem alguns andossolos.
Em consequência da baixa fertilidade e elevado declive dos terrenos, a agricultura na zona sempre foi de baixa produtividade, estruturando-se a ocupação do solo na zona mais baixa em pequenas parcelas, quase socalcos, que eram cultivados para produção de milhos e outros cereais, e a zona mais alta permanecendo inculta para pastoreio comunitário por ovelhas e cabras. Apenas a partir da década de 1970, com a implantação dos serviços florestais oficiais e depois com o Programa Pecuário dos Açores, se procedeu ao arroteamento daquelas áreas, criando-se as extensas pastagens permanentes separadas por bosquetes de Cryptomeria japonica que ora ali existem.
A exposição da freguesia a oeste e sudoeste, direcção dos ventos dominantes, associada à altura da arriba costeira e altitude do povoado, situado entre os 200 e 300 m acima do nível do mar, faz da Serreta uma das localidades mais frescas dos Açores, com um clima oceânico do tipo Cfb na classificação climática de Köppen-Geiger. Os nevoeiros são frequentes e persistentes, principalmente quando estão presentes massas de ar tropical marítimo com humidade relativa próxima da saturação e o vento sopra dos quadrantes sul e oeste.
As grandes escoadas e domas do Biscoito da Fajã possuem uma grande riqueza botânica, sendo um dos principais repositórios do cedro-do-mato e das poucas áreas onde ainda é frequente o espigo-do-cedro, uma rara planta endémica que parasita aquela espécie. Na parte baixa daquele Biscoito encontra-se a reserva florestal de recreio da Mata da Serreta, caracterizada pelos seus frondosos bosques e pela sua grande riqueza botânica. Na zona mais próxima do mar existem extensos bosques de Metrosideros excelsa, a árvore-do-fogo neozelandesa, uma espécie naturalizada na ilha durante o século XX.
Na Ponta do Raminho, já no território daquela freguesia, existe um miradouro de onde se desfruta a vista de toda a costa norte e oeste da ilha, a que está associada uma das vigias da baleia usadas durante a época da baleação açoriana da primeira metade do século XX. Já em território da Serreta situa-se a Estalagem da Serreta, um imóvel classificado como imóvel de interesse público. Na base da falésia jorra a Água Azeda, uma poderosa nascente de água carbonatada natural, muito gasosa, hoje de difícil acesso devido aos desabamentos que ocorreram durante o terramoto de 1980.
Na Ponta da Serreta, o extremo ocidental da ilha Terceira, localiza-se o Farol da Serreta, construído nos primeiros anos do século XX que do cimo das enormes arribas a que fica sobranceiro assinala a costa da ilha e a presença, a cerca de uma milha náutica ao largo, da Baixa da Serreta, uma montanha submersa que aflora a superfície em dias de tempestade, resto das numerosas erupções do vulcão submarino da Serreta.

### Povoamento e demografia
A superfície habitada da freguesia da Serreta é pouco significativa no contexto do seu território, com o povoamento a expressar-se de forma linear e contínua ao longo da estrada que circunda a ilha paralelamente à costa. A única penetração do povoamento para interior da ilha, e ainda assim sem expressão, ocorre ao longo de algumas curtas canadas, em geral pouco habitadas.
A freguesia é hoje constituída por um lugar único, se descontarmos as poucas habitações existentes na Canada do Farol e na parte alta do Biscoito da Fajã. O lugar histórico da Fajã, que em tempos se situou na fajã sita na costa nordeste da freguesia, entre os montes formadas pelas espessas lavas que deram origem às pontas do Cabo do Raminho e da Serreta, está hoje desabitado, poucos traços restando das habitações que ali existiram.

## Demografia
A população registada nos censos foi:
| Distribuição da População por Grupos Etários | Distribuição da População por Grupos Etários | Distribuição da População por Grupos Etários | Distribuição da População por Grupos Etários | Distribuição da População por Grupos Etários |
| -------------------------------------------- | -------------------------------------------- | -------------------------------------------- | -------------------------------------------- | -------------------------------------------- |
| Ano                                          | 0-14 Anos                                    | 15-24 Anos                                   | 25-64 Anos                                   | > 65 Anos                                    |
| 2001                                         | 58                                           | 66                                           | 177                                          | 73                                           |
| 2011                                         | 54                                           | 34                                           | 182                                          | 65                                           |
| 2021                                         | 50                                           | 28                                           | 159                                          | 79                                           |

Como é comum no mundo rural açoriano, a evolução da freguesia da Serreta foi desde cedo controlada pela emigração, primeiro para o Brasil, depois para os Estados Unidos e finalmente para o Canadá. Outro factor de grande relevo foi o efeito do terramoto de 1980, que ao destruir a maior parte do parque habitacional induziu uma forte quebra demográfica. Ao longo do século XX a população da freguesia manteve uma relativa estabilidade até meados da década de 1960; depois, graças à facilitação da emigração açoriana para os Estados Unidos em consequência do Kennedy-Pastore Act, a população entrou em rápido declínio. A essa perda induzida pela emigração para as Américas veio juntar-se em 1980 o efeito devastador do sismo daquele ano, o qual forçou cerca de um terço da população a deslocar-se para outras freguesias, com destaque para os arredores da cidade de Angra. Apesar da emigração ter virtualmente cessado há mais de uma década, a perda demográfica na Serreta parece ainda não ter terminado.

## Economia
A agro-pecuária, centrada quase exclusivamente na bovinicultura leiteira, e o pequeno comércio são as principais actividades económicas da freguesia da Serreta. Graças à melhoria da rede de estradas, um número crescente de serretenses trabalha na cidade de Angra do Heroísmo.
Sendo a bovinicultura de leite a principal atividade económica da freguesia, nela funciona um moderno posto de recolha de leite, onde é analisada a qualidade do leite e registadas as quantidades entregues por cada lavrador. O leite é posteriormente transportado em camião cisterna adequado para a fábrica de lacticínios sita em Angra do Heroísmo.

## História
O povoamento da zona oeste da ilha Terceira, onde se inclui a freguesia da Serreta, iniciou-se nos finais do século XV, quando as terras das vertentes da Serra de Santa Bárbara foram distribuídas em sesmaria por João Vaz Corte-Real, então capitão-do-donatário em Angra. Essa vasta zona, que vai de São Bartolomeu dos Regatos até à Serreta, ficou estruturada em torno das ribeiras, que foram numeradas de leste para oeste, isto é de Angra para a Serreta, dando origem a topónimos como Cinco Ribeiras, Nove Ribeiras ou Doze Ribeiras. O centro administrativo e religioso da região acabou por se centrar na igreja de Santa Bárbara, sendo formada, em data anterior a 1489, uma imensa paróquia que ia desde a Cruz das Duas Ribeiras até ao Biscoito da Serreta.
O território da atual freguesia da Serreta, sendo o mais distante em relação aos centros de povoamento e o de maior altitude da ilha, foi o último a ser ocupado, sendo durante os dois primeiros séculos de ocupação humana um lugar de fronteira onde o povoamento oriundo da costa sul confinava com o proveniente da costa norte, então estruturado em torno da paróquia de São Roque dos Altares. Se a região sudeste da freguesia, nas proximidades da Ribeira das Catorze, foi povoada a partir do núcleo centrado em Santa Bárbara, a zona da Fajã, hoje desabitada, foi povoada a partir dos Altares, a cuja paróquia os habitantes pertenceram até ao início do século XIX.
Enquanto que a maioria dos povoados da costa sudoeste da ilha ficaram estruturados na década de 1510, na Serreta a ocupação humana é mais tardia, já que nos meados do século XVII, pese embora a existência de gente a viver nalgumas zonas, nomeadamente na Fajã, o local era ainda um descampado que permitia a instalação de um padre eremita (veja-se adiante a evolução do culto da Senhora dos Milagres).
A pobreza dos solos, todos eles instalados sobre a espessa camada de pedra-pomes (a bagacina branca da Serreta) que cobre aquela região da Terceira, a altitude e a exposição aos ventos de sudoeste, fez das terras da Serreta, a par com as das Doze Ribeiras, as mais pobres da ilha. Valia à população da zona oeste do concelho de Angra a criação de gado, nomeadamente de ovelhas e porcos, para o que aproveitava os vastos baldios da Serra de Santa Bárbara. Contudo, devido às grandes altitudes e à aspereza dos terrenos, o gado ali produzido era considerado o pior da ilha e a economia da zona foi sempre a mais débil da Terceira.
Em resultado do crescimento da população na metade oeste da antiga paróquia de Santa Bárbara, a ermida de São Jorge, sita Às Doze Ribeiras, foi no início do século XVII instituída sede de um curato sufragâneo à Igreja Paroquial de Santa Bárbara das Nove Ribeiras, a cuja paróquia pertencia todo o território que se estendia para oeste até ao Biscoito da Serreta, onde a paróquia confinava com a dos Altares. O primeiro cura terá sido Francisco Dias Godinho. A Serreta pertencia a este curato, embora a população da Fajã continuasse a pertencer à paróquia dos Altares e ao concelho da Vila de São Sebastião. O topónimo «À Vila» ainda ali existente marca o local onde ao tempo se localizava o limite da jurisdição da Vila de São Sebastião.
Nos fins de 1684 o curato de São Jorge das Doze Ribeiras passou a paróquia independente, passando a Ermida de São Jorge a paroquial e tendo como primeiro vigário o padre Manuel Tristão de Melo, antigo cura de Santa Bárbara. A nova paróquia tinha por limites a décima ribeira (a Ribeira das Dez), que ainda hoje a separa de Santa Bárbara, e a rocha do Peneireiro, no Biscoito da Fajã, onde a ilha vira a noroeste, que a separava do Raminho dos Folhadais, então curato dos Altares. Em consequência, a Serreta passou a pertencer à nova paróquia.

### A criação do curato da Senhora dos Milagres da Serreta
O povoamento continuou a ritmo lento e ainda no último quartel do século XVII o padre Isidro Fagundes Machado, desgostoso com a vida em sociedade, se remetia ao eremitério na Serreta, dando origem ao culto da Senhora dos Milagres. O nascer deste culto, associado aos novos critérios de higiene que faziam aconselháveis os ares de montanha, levou a que a região se afirmasse como zona de veraneio e de cura de ares para a aristocracia angrense, atraindo mais povoadores e fixando gente.
Na sequência de um voto feito por elementos da nobreza angrense (veja-se adiante), a partir de finais do século XVIII multiplicam-se os esforços no sentido de ser construída uma igreja na Serreta, então já bastante povoada. Depois de vicissitudes várias, o objectivo é conseguido em 1842, sendo o lugar elevado a curato da paróquia das Doze Ribeiras, incorporando a Fajã, que é então desligada da paróquia dos Altares.
Com a transferência da imagem de Nossa Senhora dos Milagres para a nova igreja iniciam-se as peregrinações à freguesia, com a primeira festa com toiros bravos a acontecer na segunda-feira, 10 de Setembro de 1849.
Ainda assim, a exposição dos campos aos ventos de sudoeste, rumo de onde provém as maiores tempestades que assolam a ilha, causava grande vulnerabilidade às culturas, frequentemente destruídas pela ventania. Em consequência, a região das Doze Ribeiras e Serreta foi ao longo de todo o século XVIII uma das mais pobres do concelho, muito fustigado pelos temporais e pelos resultantes episódios de fome e instabilidade social. Essa situação prolongou-se pelo século XIX. Um dos mais graves surtos de fome ocorreu no Inverno de 1857 e resultou da destruição dos milhos e outras culturas agrícolas causada por um furacão que fustigou a ilha em Agosto daquele ano. Perante a crise, a Junta de Paróquia das Doze Ribeiras solicitou ao governador civil do Distrito de Angra do Heroísmo, ao tempo Florêncio José da Silva Júnior, no sentido de serem admitidos mais jornaleiros para os trabalhos de reparação das estradas, cujas obras estavam a decorrer a expensas da Fazenda Nacional, solicitando ainda que a féria semanal fosse aumentada para três moedas. O pedido era justificado pela necessidade de minorar os efeitos dos estragos do ciclone e as consequências de uma fome calamitosa.

### A elevação a freguesia
O crescimento da população e a notoriedade que o lugar adquiriu com o culto de Nossa Senhora dos Milagres levou a que em 1861 fosse solicitada a elevação do curato a paróquia independente. Por acórdão de 3 de Abril de 1861 a Câmara Municipal de Angra do Heroísmo deu parecer positivo, que enviou à consideração régia. Naquele acórdão consta  que:
Foi presente uma representação que os povos do lugar da Serreta dirigem a Sua Majestade, pedindo que o mesmo augusto Senhor se sirva erigir em paróquia de Nossa Senhora dos Milagres, com vigário próprio, o curato do mesmo lugar, fixando-se os limites da freguesia desde a casa denominada da Fajã até ao Penedo além da ribeira das Catorze, para ficar independente da paróquia de São Jorge das Doze Ribeiras. [...] A Câmara achando muita justa e conveniente a graça suplicada na dita representação, cujos fundamentos são verdadeiros e ponderosos, deliberou se levasse à presença de Sua Majestade a referida representação, com outra desta municipalidade reforçando a conveniência de ser aquele lugar da Serreta elevado a paróquia independente, por ter para isso as proporções necessárias, com grande população, boa igreja para servir de matriz, excelente passal para residência do vigário, grande abundância de água, vastidão e fertilidade de terreno, e ser um lugar mui distante da freguesia de S. Jorge das Doze Ribeiras, de que ora faz parte, sofrendo por isso os gravíssimos inconvenientes em ter a sua igreja paroquial tão distante. Na dita representação se diz ter a povoação da Serreta, em seus extensos limites, mais de setecentas almas, e cento e sessenta e três fogos, que muito carecem possuir perto os socorros espirituais, sem ser preciso transitarem por caminhos agrestes e terem de atravessar oito caudalosas e, por vezes, perigosas ribeiras.
Para além do parecer positivo da edilidade, Jácome de Ornelas Bruges de Ávila Paim da Câmara, 2.º conde da Praia, então secretário geral servindo de governador civil, moveu influências para que a pretensão fosse atendida. Em resultado do pedido, por decreto do rei D. Pedro V de Portugal, datado de 16 de Outubro de 1861, era autorizada a criação da nova paróquia. O decreto fixou os limites da freguesia entre a casa denominada da Fajã até ao Penedo além da Ribeira das Catorze.
O bispo de Angra, D. frei Estêvão de Jesus Maria, por provisão de 24 de Dezembro, promoveu a freguesia de Nossa Senhora dos Milagres, com início em 1 de Janeiro de 1862. Da nova igreja paroquial ficou sendo orago Nossa Senhora dos Milagres. Assumiu o múnus de vigário da nova freguesia o reverendo José Bernardo Corvelo, até ali cura do lugar.

### A evolução da freguesia
O cemitério da freguesia foi construído em 1864, pela Junta de Paróquia. Foi ampliado e murado em 1955 e em 1960 foi construída a capela e é colocada uma nova divisão de sepulturas.
A 4 de Dezembro de 1873 foi fundada sob a denominação de Filarmónica Serretense Social de Instrução e Recreio uma agremiação filarmónica que é hoje a mais antiga da ilha Terceira. A designação passou a ser Filarmónica de Recreio Serretense por estatutos datados de 28 de Setembro de 1932 e aprovados por alvará do Governo Civil de Angra do Heroísmo datado de 31 de Agosto de 1935.
Na noite de 1 para 2 de Junho de 1867, após muitas semanas de intensa sismicidade, que provocou grandes danos na freguesia da Serreta e nas vizinhas freguesias do Raminho e Altares, iniciou-se uma erupção submarina a cerca de 9 milhas naúticas da Ponta da Serreta, na área contígua à Baixa da Serreta, hoje conhecida por Vulcão da Serreta. A erupção estendia-se por uma faixa de mais de 2,5 milhas náuticas de comprido na direcção este-oeste e terminou cerca de um mês depois. O local onde ocorreu é sensivelmente o da recente erupção do Vulcão da Serreta de 1998 e 1999. A reconstrução da freguesia foi lenta, dada a pobreza dos seus habitantes.
A igreja inaugurada em 1842 cedo se mostrou pequena, e em 1895 foi iniciada a construção de uma nova. O novo templo, que subsiste, foi inaugurado em 31 de agosto de 1907.
A freguesia da Serreta foi afectada por um sismo a 27 de dezembro de 1950, que provocou danos nas habitações e o surgimento de duas novas fontes de água doce no lugar da Fajã.
No dia 25 de agosto de 1955, pelas 20:40, hora local, despenhou-se no vale da Ribeira de Além, nas proximidades do Pico Negrão, um avião anfíbio Grumman SA-16B Albatross da Força Aérea dos Estados Unidos. O avião realizava um voo da base naval de Argentia (Argentia Naval Air Satation), na Terra Nova, com destino à Base das Lajes, com 5 tripulantes a bordo.
A 1 de Janeiro de 1960 foi inaugurado um edifício escolar de duas salas do Plano dos Centenários, o qual passou a albergar a escola primária masculina, criada em 11 de Maio de 1869, e a feminino, fundado em 17 de Dezembro de 1890. Devido à redução do número de alunos, a escola encerrou em 2007, passando os alunos a frequentar a Escola Básica das Doze Ribeiras.
A Estalagem da Serreta foi inaugurada no dia 9 de setembro de 1969, pelo então Ministro das Obras Públicas, eng.º Rui Sanches. O edifício, um projecto do arquiteto micaelense João Correia Rebelo datado de 1965, é um dos melhores exemplares da arquitectura modernista da última metade do século XX que se construiu nos Açores. Foi nesta unidade hoteleira que se hospedou Georges Pompidou, Presidente de França, por ocasião da Cimeira Atlântica em 12 a 14 de Dezembro de 1971. Apesar de estar em curso a sua classificação como de interesse público, depois de uma recomendação nesse sentido ter sido aprovada pela Assembleia Legislativa da Região Autónoma dos Açores, em 24 de Janeiro de 2007, o imóvel está abandonado e em boa parte arruinado.
O terramoto de 1 de Janeiro de 1980 provocou a destruição generalizada dos edifícios da Serreta, incluindo a sua igreja paroquial, causando vários mortos.

### Cronologia
- 1764 – 11 de setembro – Fundação da Irmandade dos Escravos de Nossa Senhora na freguesia da Serreta com o fim das hostilidades da Guerra Fantástica sem que a ilha sofresse qualquer arremetida, os subscritores do voto de 1762 reuniram-se novamente na Igreja das Doze Ribeiras e em ato solene criaram a nova irmandade.
- 1772 – 13 de setembro - É feito o voto para a construção Igreja de Nossa Senhora dos Milagres (Serreta) templo cujas obras só se iniciaram em 1819, por iniciativa do general Francisco António de Araújo, então nomeado capitão-general dos Açores.
- 1849 – 10 de setembro (segunda-feira), Inicio das peregrinações à freguesia da Serreta, ao Santuário de Nossa Senhora dos Milagres da Serreta.
- 1861 – 3 de Abril, É dado o parecer positivo pela Câmara Municipal de Angra do Heroísmo para a elevação da Serreta a freguesia, facto confirmado por decreto do rei D. Pedro V de Portugal, datado de 16 de Outubro de 1861,[17]
- 1862 – 1 de Janeiro – O bispo de Angra, D. frei Estêvão de Jesus Maria, por provisão de 24 de Dezembro de 1861, promoveu esta freguesia de modo que a 1 de Janeiro de 1862 a freguesia ficou dotada por uma igreja paroquial e como orago Nossa Senhora dos Milagres. Assumiu o múnus de vigário da nova freguesia o reverendo José Bernardo Corvelo, até ali cura do lugar.
- 1867 - Na noite de 1 para 2 de Junho, após muitas semanas de intensa sismicidade, aconteceu um tremor de terra que provocou grandes danos na freguesia da Serreta e nas vizinhas freguesias do Raminho e Altares, iniciou-se uma erupção submarina a cerca de 9 milhas naúticas da Ponta da Serreta com origem no Vulcão da Serreta.
- 1950 – 27 de dezembro - A freguesia da Serreta foi afectada por um sismo que provocou danos nas habitações da freguesia e o surgimento de duas novas fontes de água doce no lugar da Fajã.
- 1955 - 25 de agosto - pelas 20:40, hora local, despenhou-se no leito da Ribeira de Além, nas proximidades do Pico Negrão, um avião anfíbio Grumman SA-16B Albatross da Força Aérea dos Estados Unidos, causando a morte de todos os seus ocupantes.
- 1958 - 15 de Setembro - Festejando-se neste dia a Segunda-feira da Serreta, durante a tourada, por volta das 16 horas, uma pedra com cerca de 300 kg de peso desprendeu-se da encosta do Pico, rolou por entre a multidão que assistia à corrida, provocando a morte de Maria Celeste Ferreira da Mota, de 29 anos de idade, que ali vendia guloseimas e pirolitos, e ferimentos em várias pessoas[18].
- 1960 - 1 de Janeiro - foi inaugurado o edifício escolar da Serreta, de duas salas do Plano dos Centenários, o qual passou a albergar a escola primária masculina, criada em 11 de Maio de 1869, e a feminino, fundado em 17 de Dezembro de 1890. Devido à redução do número de alunos, a escola encerrou em 2007, passando os alunos a frequentar a Escola Básica das Doze Ribeiras.
- 1971 – Dezembro - Durante a cimeira entre Marcelo Caetano, por parte de Portugal, Georges Pompidou, por parte da França, e Richard Nixon por parte dos Estados Unidos, realizada na ilha Terceira, Georges Pompidou ficou alojado na Estalagem da Serreta.
- 1873 - 4 de Dezembro – é fundada sob o nome Filarmónica Serretense Social de Instrução e Recreio uma agremiação filarmónica que é a mais antiga da ilha Terceira e que por força de novos estatutos de 28 de Setembro de 1932 passa a chamar-se: Filarmónica de Recreio Serretense. Os estatutos são aprovados por alvará do Governo Civil de Angra do Heroísmo em 31 de Agosto de 1935.
- 1980 - O terramoto de 1 de Janeiro de 1980 provocou a destruição generalizada dos edifícios da Serreta, incluindo a sua igreja paroquial, causando vários mortos.
- 2006 – 6 de maio – A Igreja de Nossa Senhora dos Milagres por decisão do bispo de Angra, D. António de Sousa Braga, recebe o estatuto canónico de Santuário passando a denominar-se Santuário Diocesano de Nossa Senhora dos Milagres.[19]

## O culto da Senhora dos Milagres da Serreta
A freguesia da Serreta é palco de um dos mais populares cultos católicos dos Açores, nela se realizando uma peregrinação que atrai anualmente cerca de 10 000 fiéis que a partir de todos os pontos da ilha Terceira para ali se dirigem a pé, em longas caminhadas que em geral se prolongam pela noite dentro.
A peregrinação realiza-se na sexta-feira e sábado anteriores ao domingo da festa da Serreta, o qual corresponde ao segundo domingo do mês de Setembro, excepto quando calhe no dia 8 daquele mês, coincidência que obriga ao adiamento da festa para o domingo imediato. Esta regra destina-se a impedir que a festa da Serreta coincida com a festividade em louvor da Senhora do Livramento de Angra, outrora também promovida pelos fidalgos angrenses que tinham à sua conta a festa da Serreta. E embora os elementos promotores das duas celebrações há muito já não sejam os mesmos, o uso conservou-se.
No domingo realiza-se uma procissão, a qual ainda mantém o brilho tradicional, atraindo milhares de forasteiros. Na segunda-feira imediata realiza-se a famosa toirada da praça do Pico da Serreta, tão concorrida que o dia é considerado feriado não oficial em toda a ilha, com tolerância de ponto concedida nas escolas e ao funcionalismo público.

### As origens da devoção à Senhora dos Milagres
A origem da devoção a Nossa Senhora dos Milagres remonta aos finais do século XVII, quando o padre Isidro Fagundes Machado (1651–1701) se considerou vítima de injusta perseguição e se refugiou no local chamado Queimado, no território da atual Serreta. Naquele local, então dos mais remotos da ilha, construiu por suas mãos, em cumprimento de um voto, uma pequena ermida dedicada Nossa Senhora, na qual colocou uma pequena imagem de Nossa Senhora com o Menino Jesus (a atual imagem de Nossa Senhora dos Milagres). Pedro de Merelim dá a seguinte versão da lenda que passou a rodear a origem do culto:
Um padre velhinho, boa e santa alma, vendo-se em grande atribulação e desiludido do mundo, procurou um lugar ermo, onde, sem mais ninguém, se pudesse entregar à contemplação das verdades eternas. Seduziu-o a Serreta, junta da rocha, a um boa légua da igreja. Sítio tranquilo e pitoresco, paisagens de arvoredos e fragas, bem próprio para escutar as vozes da natureza entoando um hino à criação – e aí se quedou. Estaríamos no século XVI. Levava consigo uma pequena imagem da Virgem, para a qual, por suas mãos, imperitas no ofício, edificou tosca capelinha, na Canada das Vinhas, Queimado, em reconhecimento do milagre que lhe fizera de o livrar do perigo. E o minúsculo templo serviu-lhe também de abrigo. As preclaras virtudes do venerando sacerdote tiveram o condão de, ao lugar da Serreta, levar subido número de pessoas. Morto o humilde e solitário clérigo, a singela ermidinha ficou abandonada, breve se arruinando. Outra se ergueu em local diferente. E esta segunda, igualmente carecida de assistência, além de sujeita às irreverências de alguns pseudo-romeiros, não terá oferecido por muito tempo as condições indispensáveis ao culto, pelo que o prelado mandou recolher a imagem da Senhora dos Milagres à paroquial de Doze Ribeiras.
A fama de santidade que passou a rodear o padre eremita e a localização remota da ermida, associada à beleza da localidade, passou a atrair ali numerosos romeiros.
Falecido o padre Isidro Fagundes Machado, a ermida ficou ao abandono, passando a ser palco de acções menos conformes à ortodoxia católica protagonizadas pelos romeiros que ali continuaram a afluir. Em consequência, foi ordenada a recolha da pequena imagem de Nossa Senhora para a Igreja de São Jorge das Doze Ribeiras, então sede de um curato da freguesia de Santa Bárbara que incluía o território da atual freguesia da Serreta.
Instalada na igreja das Doze Ribeiras, a imagem continuou a atrair considerável culto, passando a ser designada como Nossa Senhora dos Milagres em resultado dos milagres que eram atribuídos à sua intercessão.
O culto sofreu forte incremento quando a zona oeste da ilha Terceira passou a ser utilizada, dada a altitude e a beleza da paisagem, como destino de veraneio da aristocracia angrense. A fama de que aquela zona de montanha da ilha tinha ares salubres, capazes de curar a tísica e de evitar os miasmas dos meses mais quentes, levou a que a partir de meados do século XVIII fosse comum, durante algumas semanas de Verão, a presença nas Doze Ribeiras e Serreta de membros da aristocracia angrense em veraneio ou em cura de ares. Esta situação levou a que o culto da Senhora dos Milagres encontrasse importantes patronos entre os veraneantes, os quais foram progressivamente assumindo a organização da respectiva festa.
A institucionalização do culto teve origem num voto feito em 1762, quando em resultado de uma comunicação oficial informando que tropas franco-espanholas tinham entrado em Portugal (dando origem à Guerra Fantástica) o medo de uma invasão militar se espalhou pela ilha. Pouco depois, um grupo de cavalheiros, militares, eclesiásticos, autoridades e algumas damas fez voto solene na Igreja de São Jorge das Doze Ribeiras de se tornarem escravos de Nossa Senhora dos Milagres se a ilha não sofresse qualquer investida militar estrangeira. O voto incluía a formação de uma irmandade e a obrigação de promoverem uma festa anual em honra da senhora dos Milagres.

### A Irmandade dos Escravos de Nossa Senhora
Terminadas as hostilidades da Guerra Fantástica sem que a ilha sofresse qualquer arremetida, os subscritores do voto de 1762 reuniram-se novamente na Igreja das Doze Ribeiras e em ato solene realizado a 11 de setembro de 1764 fundaram a Irmandade dos Escravos de Nossa Senhora. Esta foi também a data da primeira solenidade em honra da Senhora dos Milagres.
Entre os fundadores estava o capitão-mor de Angra, José de Bettencourt, um dos principais destes devotos, representado depois por seu filho, brigadeiro Vital de Bettencourt, que por escritura de 30 de Agosto de 1842 viria a doar 4$000 réis anuais para património da nova igreja da Serreta. Os restantes membros pertenciam à melhor nobreza angrense, não havendo participação do povo local, então entre os mais pobres da ilha.
Esta Irmandade dos Escravos de Nossa Senhora, entretanto desaparecida, teve um papel fulcral no desenvolvimento do culto e na formação da freguesia da Serreta, já que foi também esta Irmandade que assumiu o compromisso de construir uma igreja no lugar da Serreta onde existira a ermida do Queimado.

### A construção da igreja e a elevação a freguesia
O primeiro compromisso visando a construção de uma igreja na Serreta data de 13 de Setembro de 1772, quando os irmãos da Confraria dos Escravos de Nossa Senhora se congregaram nas Doze Ribeiras, na casa do vice-vigário Miguel Coelho, para realizar a festa daquele ano. Assentaram então que se deveria proceder à reedificação da antiga ermida da Virgem, no lugar próprio da Serreta, ficando o padre Rogério José da Silva encarregue do património e os irmãos com a obrigação de contribuírem para a obra. Dando o exemplo, o então capitão-general dos Açores, D. Antão de Almada, abriu a subscrição doando 50$000 réis do seu bolso.
Contudo, apesar do voto solene e da presença de tão importantes individualidades, as obras de construção da igreja não arrancaram e em 1797, decorridos 25 anos após o voto, nada se fizera. Nesse ano, a Confraria, novamente reunida na igreja das Doze Ribeiras, revalida o primeiro o voto de perpetuidade da festa anual, começada em 1764, obrigando-se os novos irmãos ao cumprimento do assento exarado em 1772, para que se levantasse uma nova ermida na Serreta para nela ser venerada a Senhora dos Milagres.
Este novo fervor parece ter sido suscitado pelos ecos da Revolução Francesa e pela nascente ameaça napoleónica que prenunciava um clima de guerra. A nível local, este enquadramento político traduzira-se na ordem para que o capitão-general dos Açores procedesse ao recrutamento de 5 000 jovens açorianos para reforçar o exército real, incumbindo-se da leva o sargento-mor de artilharia da corte Maximiliano Augusto Chermont. Este recrutamento, que espalhou o terror e a consternação nas ilhas, foi justificado pela rainha D. Maria I de Portugal, em carta datada de 31 de Outubro de 1796 e dirigida ao bispo e outras entidades oficiais, com a necessidade de conservar ilesa a dignidade do meu real trono, e salvar os meus fiéis vassalos do risco, a que podem ficar sujeitas as suas vidas e propriedades.
Foi provavelmente o medo e a dor resultantes de ver partir para o desconhecido tantos milhares de jovens açorianos que levou ao recrudescer do culto à Senhora dos Milagres. Nos anos seguintes, a devoção popular ganhou novo alento com as investidas napoleónicas e com a instabilidade em que os Açores se viram mergulhados.
Apesar disso e de todo o envolvimento da nobreza angrense, o voto de construção da igreja da Serreta continuou por cumprir. A obra apenas se iniciou em 1819, por iniciativa do general Francisco António de Araújo, então nomeado capitão-general dos Açores, que para além da devoção à Senhora dos Milagres se apercebeu que o crescimento populacional do lugar exigia templo próprio. Lançada solenemente a primeira pedra, as paredes começaram a ser erguidas, estando a obra em curso quando o mandato daquele capitão-general foi dado por terminado na sequência da nomeação de Francisco de Borja Garção Stockler e da Revolução Liberal do Porto. A instabilidade política que se seguiu levou à paralisação da obra, que permaneceu inacabada durante todo o período das Guerras Liberais.
Passados anos sobre o retorno da paz, e desaparecida a Confraria dos Escravos de Nossa Senhora, vítima ela própria da implantação do regime liberal, as necessidades de assistência religiosa dos serretenses, afastados mais de uma légua da igreja das Doze Ribeiras, voltaram a fazer-se sentir. Foi então que José Silvestre Ribeiro, o administrador do recém-criado Distrito de Angra do Heroísmo, assumiu a necessidade de se concluir a nova igreja, reiniciando as obras.
A igreja paroquial foi então construída com donativos e as esmolas vindos de todos os recantos terceirenses. A obra ficou concluída em 1842 e o templo, que seria o terceiro na Serreta consagrado à Senhora dos Milagres, ficou em condições de receber a veneranda imagem de regresso à Serreta depois de mais de um século de permanência na igreja de São Jorge das Doze Ribeiras. Para tal, José Silvestre Ribeiro oficiou ao cónego Manuel Correia de Ávila, ouvidor eclesiástico de Angra, para se proceder à sua abertura ao culto da nova igreja. Sem jurisdição para decidir, o ouvidor enviou o pedido ao bispo D. Frei Estêvão de Jesus Maria, então residente na ilha de São Miguel devido ao seu apoio aos miguelistas durante a guerra civil, que assentiu.
A bênção da nova igreja e a solene mudança da imagem da Senhora dos Milagres da paroquial das Doze Ribeiras para a nova ermida realizou-se a 10 de Setembro daquele ano de 1842. A cerimónia foi presidida pelo cónego Manuel Correia de Ávila. Segundo um testemunho da época, Jamais no meio de tanto sossego e prazer se praticou um ato tão solene e tão pomposo. Milhares de pessoas concorreram de todas as partes da ilha àquele lugar. O ponto alto foi a celebração da primeira missa, que vários curiosos cantaram a vozes e instrumentos, estando presentes o governador civil José Silvestre Ribeiro e demais autoridades e pessoas de representação.
O novo templo, localizado no largo onde hoje se situa o império do Divino Espírito Santo da Serreta, do lado oposto da estrada em relação à atual igreja, era de proporções modestas, com fachada virada para leste (para terra) e torre à direita provida de dois bons sinos. No interior tinha uma só nave, duas sacristias e outras tantas tribunas, uma das quais à direita do altar-mor e outra sobre o guarda-vento.
A igreja passou a ser sede de um curato da freguesia das Doze Ribeiras, que servi no espiritual os habitantes da zona que ia da Ribeira das Catorze até ao Biscoito da Fajã. Há notícia de que quando a 2 de Julho de 1847 o padre Francisco Rogério da Costa tomou foi nomeado cura da Serreta se deparou com a ermida carecida de tudo, apenas existindo a imagem da Senhora dos Milagres acomodada num nicho e alguns paramentos. Supridas as necessidades básicas, a 9 de Setembro de 1849 o Santíssimo Sacramento foi exposto pela primeira vez, com a devida cerimónia no competente trono que se acabava de fabricar.
Em 1852, quando aquele sacerdote deixou o curato, estava feita a capela-mor, um camarim para o Santíssimo Sacramento e dois altares laterais onde se dizia missa. Para além disso já existiam ornamentos suficientes para o culto e estava construído o passal contíguo.
Aberta a igreja, culto à Senhora dos Milagres cresceu rapidamente, passando a atrair à Serreta grande número de forasteiros, nos quais se incluía a melhor burguesia angrense, que em carros e carroças se deslocava até à localidade, hospedando-se nas casas ali existentes. Em consequência, para além da vertente religiosa, as festas ganharam uma parte profana que, naturalmente, incluía uma toirada à corda. A primeira realizou-se na segunda-feira, 10 de setembro de 1849, em complemento do programa religioso e por iniciativa do mordomo daquele ano, o fidalgo João Pereira Forjaz de Lacerda. A tradição das festas terem um mordomo da aristocracia angrense, que as fazia a expensas suas, no espírito do voto de Escravos de Nossa Senhora, perdurou pelo menos até ao ano de 1868, em que foi mordomo o morgado João de Bettencourt Correia e Ávila, depois 1.º visconde de Bettencourt.
A igreja cedo se mostrou pequena para albergar os devotos de Nossa Senhora dos Milagres e poucas décadas depois da sua abertura ao culto, já se pensava na construção de uma nova e mais ampla. Esta necessidade foi tornada mais aguda quando, com efeitos a 1 de Janeiro de 1862, o até então curato da Serreta foi elevado à dignidade de paróquia independente por decisão de D. frei Estêvão de Jesus Maria, precedida de decreto real.
Reunidos os apoios necessários, o lançamento da primeira pedra da novo igreja, construída do lado oposto da estrada em relação à existente, foi feito em solenidade realizada a 29 de Abril de 1895. Presidiu ao acto, que foi largamente concorrido, o bispo D. Francisco José Ribeiro Vieira e Brito.
A sua construção foi demorada, com as obras a sofrer interrupção por falta de recursos. Apenas decorridos doze anos a obra ficou em condições de ser aberta ao culto. A cerimónia da bênção decorreu a 31 de Agosto de 1907, num sábado, em ambiente de grande festa. Era pároco da freguesia o padre José Leal da Silva Furtado, que ali serviu entre 3 de Setembro de 1906 e 28 de Dezembro de 1925.
O novo templo, que ainda hoje existe, é de traça airosa, com 19 m de altura no frontispício até à base da cruz e 10,75 m de largura. A torre sineira única tem 23 metros de altura. O interior é de uma só nave, com 19,80 m por 9,60 m. Na abside, para além da imagem da padroeira, tem sobre o sacrário um valioso Cristo de marfim indo-português do século XVII, com dimensões fora do comum. No corpo tem dois altares, um de cada lado.
A igreja sofreu obras de reparação em 1946 e 1947 e foi totalmente reconstruída, mantendo a traça existente, após ter sido destruída pelo terramoto de 1 de Janeiro de 1980.
A festa da Serreta sofreu algum apagamento durante as décadas de 1970 e 1980, mas foi retomada com grande vigor, sendo hoje a maior romaria que se realiza nos Açores.

### O Santuário Diocesano de Nossa Senhora dos Milagres
A 6 de Maio de 2006, por decisão do bispo de Angra, D. António de Sousa Braga, a igreja paroquial da Serreta recebeu o estatuto canónico de Santuário Diocesano de Nossa Senhora dos Milagres. No dia seguinte realizou-se a cerimónia solene da elevação a santuário, presidida por aquele bispo. A elevação à dignidade de santuário oficializa o reconhecimento da fé e da devoção do culto a Nossa Senhora dos Milagres da Serreta que em cada Setembro atrai àquele templo, em profunda devoção à Virgem Mãe de Deus, invocada como Senhora dos Milagres, cerca de uma dezena de milhar de fiéis provenientes de toda a ilha Terceira, de outras ilhas do arquipélago e das comunidades açorianas emigradas nos Estados Unidos e Canadá.
Muitos dos peregrinos à Serreta são pessoas que, por circunstâncias muito díspares, já não têm uma prática religiosa institucionalizada, o que faz sobressair o papel que o Santuário da Serreta presta à Igreja Católica Romana, nomeadamente em termos de evangelização e disponibilização de sacramentos aos peregrinos.
Apesar do afluxo de fiéis ao Santuário da Senhora dos Milagres da Serreta se concentrar em torno das festividades de Setembro, ao longo de todo o ano muitos são os fiéis que se deslocam em devoção à Senhora dos Milagres, sendo raro o dia em que não é observada a entrada de fiéis na igreja, frequência que aumenta consideravelmente aos sábados e, sobretudo, aos domingos.

## Personalidades
Diversas personalidades da vida cultural, social e política estiveram ligadas à Serreta, entre as quais:
- Isidro Fagundes Machado, sacerdote católico e eremita, fundador do culto da Senhora dos Milagres da Serreta;
- José Silvestre Ribeiro, político, principal promotor da construção da igreja da Serreta;
- Luiz Fagundes Duarte, escritor, professor universitário e político.

## Património natural e construído
- Miradouro da Ponta do Queimado;
- Miradouro da Serreta;
- Farol da Serreta;
- Império do Espírito Santo da Serreta;
- Santuário Diocesano de Nossa Senhora dos Milagres da Serreta;
- Estalagem da Serreta

## Património natural
- Mata da Serreta.
- Lagoinha
- Ponta do Queimado
- Pico Negrão
- Pico da Lagoinha
- Pico da Serreta
- Pico do Carneiro
- Baixa da Serreta